# セレッソ大阪ヤンマーレディース
セレッソ大阪ヤンマーレディース（セレッソおおさかヤンマーレディース、Cerezo Osaka YANMAR Ladies）は、大阪府大阪市および堺市を本拠地とし、滋賀県など他の地域も活動範囲とする日本女子プロサッカーリーグ（WEリーグ）に所属するサッカークラブである。

## 概要
日本プロサッカーリーグに加盟するセレッソ大阪の運営会社・株式会社セレッソ大阪の関連団体である一般社団法人セレッソ大阪スポーツクラブの管轄であったが、WEリーグ参入に伴い株式会社セレッソ大阪へ運営が事業移管された。
下部組織としてセレッソ大阪ヤンマーガールズU-18、セレッソ大阪ヤンマーガールズU-15を持つ。また、「クラブ申請制度」を活用し、大阪学芸高校女子サッカー部をセレッソ大阪の育成組織として登録している。これにより、同校サッカー部に所属する選手が下部組織選手として、公式戦に出場可能となった。

### 入団セレクション、平均年齢
基本的に他クラブからの補強はせず、入団セレクションに合格もしくは、当クラブでプロキャリアを始めた選手を育てて強化する“究極の育成型”を掲げて活動を続けており、所属選手のほぼ全員がアカデミーからの生え抜き選手である。入団セレクションで合格した選手は～期生として扱われている。
こうした独特なチームのため、中学生・高校生でレディースの試合に出場する選手も多くリーグ全体の中でも平均年齢が若い。2020年は19.6歳、2021年と2022年は17.7歳であった。2016年3月に1期生が高校卒業を迎えるまでは全選手が高校生以下だった。
入団セレクションは例年7月から9月のいずれかに一次セレクションが実施されている。

## 歴史

### 創生期・誕生・関西女子サッカーリーグ
セレッソ大阪は女子サッカー部門の強化を図る為に、2005年6月にスクールの女子クラスを創設。2007年からは大阪府サッカー協会が主催する「女子サッカークリニック」と連携し、C大阪主催試合の前後に長居陸上競技場などでスクーリングを開催していた。
2010年4月に「セレッソ大阪レディースU-15」を創立。関西を拠点とするJリーグクラブで唯一の女子チームが誕生した。セレクションで選ばれた中学1年生16人が1期生となって始まった。大人ではなく中学生でチームを新たに作った理由について、当時の一般社団法人セレッソ大阪スポーツクラブ代表理事であった宮本功は、大阪府内の中学校に女子サッカー部は皆無で、中学年代の女子がサッカーを続けるための受け皿が不足している現状から、「女子サッカーの市場ができていないまま、大人のチームを作っても、お金がなくなったらそこで終わってしまう、まずは選手を育てていく土壌、仕組みを作る」「（現時点で）事業としては直結しないですが、そこにつながるようにきっかけを作っていきます。女子選手は確実にいます。これだけの大都市ですから可能性は十分にある。女子サッカーが根付いていないだけなんです。」「裾野を広げ、市場を拡大しないと強さは永続的には続かないし、結局しぼんでしまう。一見すごく遠回りに見えるかもしれないけれど、実は一番の近道」と説明した。  
2011年、関西女子サッカーリーグ2部から1部に昇格。
2012年4月、「セレッソ大阪レディース」に改称。8月、日本女子サッカーリーグに新規参入加盟を申請。11月に開催された「チャレンジリーグ入れ替え戦予選大会」でノルディーア北海道に勝利し、2013年からのチャレンジリーグ参入が決定した。この試合のセレッソの選手は、全員が中学生であり、90分間の試合はこれが初めてだった。

### チャレンジリーグ・チャレンジWEST
2013年1月、「セレッソ大阪堺レディース」に改称し、J-GREEN堺S1メインフィールド（堺市堺区）および南津守さくら公園スポーツ広場（大阪市西成区）をホームスタジアムにすることが発表された。
4月7日、チャレンジリーグ初戦を迎えた。前半11分、宝田沙織が先制ゴールを上げたが、時間が経つにつれてボールを支配され、結果は2-8。25本ものシュートを浴びての大敗に終わった。この試合のスターティングメンバーの平均年齢は14.3歳で相手とは10歳の差があった。
その後は体格やフィジカルの差が大きく、ジャンプしても競り合いにならず、セットプレーになると失点を覚悟しなければならない試合が続いた。また、7月6日第14節には雷雨に見舞われた試合でほぼ同世代の常盤木学園高校に0-7で敗戦 、7月27日第15節にはノジマステラ神奈川に3-9、8月3日第16節にはASエルフェン狭山FCに0-9と3試合連続して大量失点による敗戦を喫するなど力の差は歴然だった。
2014年、翌シーズンから日本女子サッカーリーグがなでしこリーグ1部、なでしこリーグ2部、チャレンジリーグの3部制に再編される事が決まっていた。2部に所属するためには、チャレンジリーグ14チームの中で12位以上になる必要があった。13位以下ならチャレンジリーグに残留となり、実質は1つカテゴリーを落とすことになる。最終節福岡J・アンクラス戦は、相手も勝てば「2部昇格」を果たせる状況であった。この一戦を0-2で落とし、結局、5勝3分14敗で勝点18、順位は14位。勝点3ポイント足りず、なでしこリーグ2部への参加はできなかった。
2015年、チャレンジリーグ3シーズン目にして、初めての開幕戦勝利を挙げた。その後も9連勝し、勝点30で5試合を残してプレナスチャレンジリーグWEST優勝を決めた（13勝2分無敗）。プレーオフで2位となり2016年のなでしこリーグ2部昇格が決定した。

### なでしこリーグ2部（2016年 - 2017年）
2016年、活動開始時中学1年生だった1期生は高校を卒業、同時にアカデミーも卒業となった。福永絵梨香、松原志歩、西田明華、古澤留衣、玉櫻ことのの5選手がクラブとアマチュア選手契約を結んだ。脇阪麗奈、野島咲良、北村菜々美、宝田沙織の4選手がU-17日本女子代表（2016 FIFA U-17女子ワールドカップに出場）に選出された。リーグ終盤第17節ノジマステラ神奈川相模原戦では、玉櫻ことののゴールで先制するも84分に失点し、1-1のドローに終わった。この結果、ノジマの2部優勝となでしこ1部への自動昇格が決定した。
2017年、全員20歳以下、スタメンの平均が18歳と若いメンバーで2部を戦い、入替戦でASエルフェン埼玉に勝利して史上初の1部昇格を果たした。宝田沙織が、18試合で22ゴールを決めて得点王になった。なでしこリーグカップ2部は決勝で日体大FIELDS横浜をPK戦の末に破り初優勝。

### なでしこリーグ1部（2018年）
2018年、初のなでしこリーグ1部に挑戦したが、2勝2分14敗（勝点8）でリーグ最下位となり、自動降格となった。6月、セレッソ大阪が日本サッカー協会の「クラブ申請制度」を活用し大阪学芸高等学校女子サッカー部を育成組織として登録、これにより大阪学芸高等学校女子サッカー部所属選手がセレッソ大阪堺レディースの下部組織選手として、セレッソ大阪堺レディースの公式戦に出場することが可能となった。8月に開催された2018 FIFA U-20女子ワールドカップメンバーに、林穂之香、北村菜々美、宝田沙織が選出され、U-20として初めてのワールドカップ優勝に貢献した。シーズン終了後の2019年1月のなでしこジャパン候補合宿に北村菜々美が召集され、これがチーム初のなでしこジャパン招集となった。

### なでしこリーグ2部（2019年）
2019年、活動10年目を迎えた。5月に宝田沙織が追加招集され、2019 FIFA女子ワールドカップのなでしこジャパン登録メンバーとなった。なでしこリーグカップ2部で優勝を果たした。

### なでしこリーグ1部（2020年 - 2022年）
2020年、平均年齢19.6歳というなでしこリーグ1部では群を抜いて若いチームは、セレッソ大阪アカデミーのスタイルであるボールを持った選手を後ろから追い越していく縦に早いサッカーを披露。開幕4連勝で単独首位に立つなど、2018年の1部リーグ最下位から進化を見せ、最終的には4位で終えた。2018年の夏の時点で監督の竹花友也は「3期生が20歳を超える2、3年後にはリーグ1部で優勝争いできると思う」と話しており、これが現実になった。林穂之香、脇阪麗奈、北村菜々美、宝田沙織、浜野まいかがなでしこジャパンの候補メンバーに選出された（浜野はシーズン終了後に招集された）。浜野まいかが、Goal.comが行っている世界中の10代の若手選手をランク付けする『NxGn』において、「女子サッカーの未来を担う10人のヤングスター」にアジアからただ一人、選出された。
2021年、日本女子プロサッカーリーグ（WEリーグ）が発足したが、WEリーグが定める『15人以上とプロ契約を結ぶ』とのルールになじまない事が主な理由で、学生が主体となっているセレッソ大阪堺レディースは参入せず、アマチュア最高峰となるなでしこリーグ1部で引き続き戦うことになった。これに伴い、シーズン前に他クラブからプロ契約のオファーが相次ぎ、他クラブに期限付き移籍していた1人を含め、10人が移籍、この10人に届いたオファーは全て相手クラブからのものであった。10人いた3期生は森中陽菜、筒井梨香の2人になった。宝田沙織（アメリカ1部・ワシントン・スピリット）、林穂之香（スウェーデン1部・AIKソルナ）は、チームから初めて海外クラブに移籍した選手となった。一連の移籍により、チームの28人中18人が10代の選手、最年長が23歳、最年少が15歳の平均年齢17.7歳のチームとなった。6月19日、第12節スフィーダ世田谷FC戦では、相手チームの先発11人の平均年齢25.6歳に対して、セレッソの先発11人の平均年齢は17.7歳であり、GKの20歳山下莉奈を除く全員が10代の選手で、右サイドバックで起用された白垣うのは最年少の15歳であった。10月2日第20節、セレッソ大阪堺レディース初のヨドコウ桜スタジアムでの試合で、すでに優勝が決まっていた伊賀FCくノ一三重相手に2-0で完封勝利、この試合の入場者数はチーム史上最多の1,791人であった。チーム発足以降、主軸を担っていた選手のほとんどが移籍しボランチと前線の先発出場選手は総入れ替えとなったが、志向する縦に早いサッカーは変わらず、前年まで出場機会の少なかった選手らが日を追う毎にチームに適合した。決定機を逃して得点を奪えず、引き分けや負けになる試合が課題となったが、シーズン2桁勝利を挙げて10勝8分4敗で3位になった。小山史乃観がなでしこリーグベストイレブンを初受賞、またこれがチーム初の同賞受賞となった。皇后杯では、「自分たちもプロ化に向けて、WEリーグのチームに勝って自分たちの価値を自分たちで上げよう」と意気込み2つのWEリーグクラブを連破。2022年1月5日に迎えた準決勝三菱重工浦和レッズレディース戦では、セレッソの先発平均年齢19.7歳に対して、浦和の先発平均年齢25.7歳と体格・経験で勝る相手にロングボールを多用され苦戦。後半77分にハンドで与えたPKで失点し0-1で敗れ決勝進出はならなかった。監督の竹花友也は「緊張と会場の雰囲気にのまれてる部分はあったと思います。やはりプレッシャーがかかったのかなと感じました。ショートパスをつなぎたかったのですが、ボールを奪っても自分たちのミスで自滅する場面が多かった。今日はそれにつきます」とコメントした。チーム史上最高成績のベスト4で終えた。
2022年9月14日、2023-24シーズンからWEリーグ入会が正式に承認された。リーグ戦は優勝を目標に掲げた。前半戦は8勝2分1敗で、目標通りの優勝争いをしていたが、後半戦は3勝2分5敗でシーズン4位で終えた。ヨドコウ桜スタジアムで行われたホーム最終戦スペランツァ大阪戦では、チーム史上最多となる3,015人の観客を動員した。小山が2年連続でベストイレブンを受賞、百濃実結香が同賞初受賞。同年11月25日、WEリーグの監督に必要なライセンスを取得していないため、2022年シーズンをもって竹花友也が監督退任することが発表された。

### WEリーグ（2023年 - ）
2023年1月8日、セレッソ大阪西U-15の監督である鳥居塚伸人が2023-24シーズンからトップチームの新監督として就任することが発表された。
同年2月17日、東京国際大学から中西ふうが加入。
同年2月24日、セレッソ大阪のトップパートナーであるヤンマーがネーミングライツを取得し、4月1日から「セレッソ大阪ヤンマーレディース」と改称することが発表された。
2024年4月21日、第16節の日テレ・東京ヴェルディベレーザ戦の観客数は6651人でこれまでのチーム史上最多観客数を大きく更新した。
2024-25シーズン、1月10日に田子夏海（愛媛FCレディースMIKAN）が加入。丸井優奈（ラモリンダSC）が加入。2月から石田心菜（早稲田大学）が加入。WEリーグクラシエカップで高和芹夏が得点王に輝いた。矢形が優秀選手賞を受賞。脇阪がリーグ戦でアシスト王となった。
2025/26シーズン、前シーズンの優勝チーム（日テレ・東京ベレーザ）の監督である松田岳夫が監督に就任。FC十文字Mareより新井萌禾が完全移籍加入。

## 下部組織

### セレッソ大阪ヤンマーガールズU-18
現在は、中学生以上高校生以下のチームである。
2013年、下部組織としてセレッソ大阪堺ガールズが発足し、関西女子サッカーリーグ3部に参入した。
2015年、関西女子サッカーリーグ1部で初優勝、第20回全日本女子ユース (U-15)サッカー選手権大会は初出場で初優勝した。18歳以下の選手が出場可能の第20回全日本女子ユース (U-18)サッカー選手権大会では、堺ガールズだけでなく堺レディースの選手も全員が18歳以下で出場可能であり、それらの選手も参戦し初出場で初優勝した。 
2016年、関西女子サッカーリーグ1部で2連覇。
2017年、関西女子サッカーリーグ1部で3連覇。また、2015年から挑戦していたチャレンジリーグ入替戦予選大会を3度目にして初めて突破、入替戦に勝利しチャレンジリーグ昇格を決めた。U-15なでしこアカデミーカップでは浜野まいかが得点王となった。
2022年1月10日、JFA 第25回全日本U-18女子サッカー選手権大会決勝で、三菱重工浦和レッズレディース
ユースと対戦。セレッソは中学1年生から高校2年生の13歳から17歳の選手が出場し2-1で勝利、同大会5大会ぶり3回目の栄冠に輝いた。
2022年8月8日、日本クラブユース女子サッカー大会 (U-18)決勝でJFAアカデミー福島と対戦。延長後半に佐藤由奈の得点で勝利、初優勝した。フェアプレー賞も受賞した。MVPにゴールキーパーの名和咲香が選ばれた。日本クラブユースサッカー選手権 (U-18)大会で優勝したセレッソ大阪U-18とのアベック優勝となった。8月24日にはセレッソ大阪U-15が日本クラブユースサッカー選手権 (U-15)大会で優勝したため、セレッソ大阪のアカデミーはクラブユースの全てのカテゴリーを制覇した史上初のアカデミーとなった。
2023年4月1日より、セレッソ大阪ヤンマーガールズU-18に改称。前年優勝したクラブユース女子 (U-18)大会は決勝で敗れて準優勝。MIP（最もインパクトを与えた選手）に中学2年生の四本帆夏が選出された。
2024年1月8日、JFA 全日本U-18女子サッカー選手権大会では、決勝戦で日テレ・東京ヴェルディメニーナに1-0で勝利し、4度目の優勝を果たした。7月、ゴシアカップで優勝。

### セレッソ大阪ヤンマーガールズU-15
中学生のチームである。
2018年2月にセレッソ大阪堺アカデミーが発足。U-15なでしこアカデミーカップで優勝した。
2021年、セレッソ大阪堺ガールズU-15に改称。
2022年、高円宮妃杯 JFA 全日本U-15女子サッカー選手権大会でベスト8で敗れたが、3試合で6得点を挙げた古田麻子が大会得点王を受賞した。
2023年4月1日より、セレッソ大阪ヤンマーガールズU-15に改称。
2024年、なでしこアカデミーフェスティバル で優勝、平田姫彩が12得点を挙げ、得点王となった。高円宮妃杯 JFA 全日本U-15女子サッカー選手権大会では、決勝で三菱重工浦和レッズレディースジュニアユースと対戦し、前半に2点を取られたが、田村胡桃がハットトリックを決め延長戦の末、3-2で逆転勝ち。セレッソ大阪堺ガールズ時代以来の9年振り2度目の優勝となった。また、池田柚葉が得点王となった。

## 年度別成績・歴代監督
| 年度                       | チーム名                       | リーグ           | チーム数 | 試合数 | 勝点 | 勝 | 分 | 敗 | 得点 | 失点 | 得失差 | リーグ順位 | リーグ杯 | 皇后杯    | 監督       |
| 地域リーグ                 |                                |                  |          |        |      |    |    |    |      |      |        |            |          |           |            |
| 2010                       | セレッソ大阪レディースU-15     | 関西2部Bブロック | 6        | 10     | 9    | 2  | 3  | 5  | 14   | 22   | -8     | 5位        | -        | 予選敗退  | 中村貴史   |
| 2011                       | セレッソ大阪レディースU-15     | 関西2部Aブロック | 8        | 7      | 18   | 6  | 0  | 1  | 38   | 5    | +33    | 2位        | -        | 予選敗退  | 中村貴史   |
| 2012                       | セレッソ大阪レディース         | 関西1部          | 10       | 9      | 21   | 7  | 0  | 2  | 32   | 16   | +16    | 3位        | -        | 予選敗退  | 中村貴史   |
| 日本女子サッカーリーグ     |                                |                  |          |        |      |    |    |    |      |      |        |            |          |           |            |
| 2013                       | セレッソ大阪堺レディース       | チャレンジ       | 16       | 22     | 18   | 5  | 3  | 14 | 38   | 74   | -36    | 13位       | -        | 1回戦敗退 | 竹花友也   |
| 2014                       | セレッソ大阪堺レディース       | チャレンジ       | 16       | 22     | 18   | 5  | 3  | 14 | 34   | 55   | -21    | 14位       | -        | 予選敗退  | 竹花友也   |
| 2015                       | セレッソ大阪堺レディース       | チャレンジWEST   | 6        | 15     | 41   | 13 | 2  | 0  | 45   | 15   | +30    | 優勝       | -        | 予選敗退  | 竹花友也   |
| 2016                       | セレッソ大阪堺レディース       | なでしこ2部      | 10       | 18     | 31   | 8  | 7  | 3  | 34   | 24   | +10    | 3位        | ベスト4  | 2回戦敗退 | 竹花友也   |
| 2017                       | セレッソ大阪堺レディース       | なでしこ2部      | 10       | 18     | 41   | 12 | 5  | 1  | 51   | 19   | +32    | 2位        | 優勝     | 3回戦敗退 | 竹花友也   |
| 2018                       | セレッソ大阪堺レディース       | なでしこ1部      | 10       | 18     | 8    | 2  | 2  | 14 | 17   | 42   | -25    | 10位       | GL敗退   | 3回戦敗退 | 竹花友也   |
| 2019                       | セレッソ大阪堺レディース       | なでしこ2部      | 10       | 18     | 35   | 11 | 2  | 5  | 38   | 21   | +17    | 2位        | 優勝     | 3回戦敗退 | 岡本三代   |
| 2020                       | セレッソ大阪堺レディース       | なでしこ1部      | 10       | 18     | 30   | 8  | 6  | 4  | 32   | 36   | -4     | 4位        | （中止） | ベスト8   | 竹花友也   |
| 2021                       | セレッソ大阪堺レディース       | なでしこ1部      | 12       | 22     | 38   | 10 | 8  | 4  | 41   | 24   | +17    | 3位        | -        | ベスト4   | 竹花友也   |
| 2022                       | セレッソ大阪堺レディース       | なでしこ1部      | 12       | 22     | 38   | 11 | 5  | 6  | 46   | 25   | +21    | 4位        | -        | 3回戦敗退 | 竹花友也   |
| 日本女子プロサッカーリーグ |                                |                  |          |        |      |    |    |    |      |      |        |            |          |           |            |
| 2023-24                    | セレッソ大阪ヤンマーレディース | WE               | 12       | 22     | 21   | 6  | 3  | 13 | 19   | 31   | -12    | 9位        | GS敗退   | 5回戦敗退 | 鳥居塚伸人 |
| 2024-25                    | セレッソ大阪ヤンマーレディース | WE               | 12       | 22     | 23   | 6  | 5  | 11 | 29   | 33   | -4     | 7位        | GS敗退   | 5回戦敗退 | 鳥居塚伸人 |
| 2025/26                    | セレッソ大阪ヤンマーレディース | WE               | 12       | 22     |      |    |    |    |      |      |        |            |          |           | 松田岳夫   |

## タイトル

### レディース
- プレナスチャレンジリーグWEST: 1回 (2015)
- なでしこリーグカップ2部：2回（2017, 2019）

### ガールズU-18
- 関西女子サッカーリーグ1部：3回（2015, 2016, 2017）
- JFA 全日本U-18女子サッカー選手権大会：4回（2015, 2016, 2021,2023）
- 高円宮妃杯 JFA 全日本U-15女子サッカー選手権大会：1回（2015）
- 日本クラブユース女子サッカー大会 (U-18)：1回（2022）
- ゴシアカップ：1回 (2024)

### ガールズU-15
- U-15なでしこアカデミーカップ：1回（2018）
- なでしこアカデミーフェスティバル: 1回 (2024)
- 高円宮妃杯 JFA 全日本U-15女子サッカー選手権大会：1回（2024）

### 個人
- なでしこリーグ
  - ベストイレブン
    - 小山史乃観（2021、2022）
    - 百濃実結香（2022）

  - 得点王（なでしこリーグ2部）
    - 宝田沙織（2017）

- WEリーグ
  - アシスト王（リーグ戦）
    - 脇阪麗奈 (2024-25)

- - 得点王（リーグカップ戦）
    - 高和芹夏 (2024-25)

- - 優秀選手賞
    - 矢形海優 (2024-25)

- 皇后杯
  - 得点王
    - 小山史乃観(2021)

- 国際賞
  - AFC年間最優秀ユースプレーヤー（女子）賞
    - 宝田沙織（2018）

  - Goal NxGn「女子サッカーの未来を担う10人のヤングスター」
    - 浜野まいか（2020）

### 代表
- U-16日本女子代表
  - 2013年 AFC U-16女子選手権 優勝（松原志歩、西田明華、福永絵梨香）
  - 2019年 AFC U-16女子選手権 優勝（浜野まいか（得点王）、荻久保優里、小山史乃観）

- U-17日本女子代表
  - 2014年 FIFA U-17女子ワールドカップ 優勝（松原志歩、西田明華）

- U-19日本女子代表
  - 2015年 AFC U-19女子選手権 優勝（松原志歩、西田明華）
  - 2017年 AFC U-19女子選手権 優勝（北村菜々美）

- U-20日本女子代表
  - 2018年 FIFA U-20女子ワールドカップ 優勝（宝田沙織、林穂之香、北村菜々美）

- 日本女子代表
  - アジア競技大会 (2023) 優勝（小山史乃観、脇阪麗奈）

#### フェアプレー賞
レディース
- プレナスチャレンジリーグ フェアプレー賞 1回 (2015)

ガールズU-18
- 日本クラブユース女子サッカー大会 (U-18)・フェアプレー賞：1回（2022）
- JFA 全日本U-18女子サッカー選手権大会・フェアプレー賞：1回（2023）

## シーズン別入場者数
- スタジアム欄の太字はホームスタジアムに登録されている競技場。
- 入場者数の太字は、所属リーグ毎の歴代最多。
- 入場者数の斜字は、所属リーグ毎の歴代最少。
- 試合数および入場者数データはリーグ戦のみ。

| シーズン | 所属           | 合計 入場者数 |          | 最多入場者数 | 最多入場者数 | 最多入場者数 |                       | 最少入場者数           | 最少入場者数 | 最少入場者数 |                                                                                   | 平均 入場者数                     | 試合数 | ホームゲーム 開催スタジアム       | ホームゲーム 開催スタジアム |
| シーズン | 所属           | 合計 入場者数 | 入場者数 | 相手         | 会場         | 入場者数     | 相手                  | 会場                   | リーグ戦     | カップ戦     |                                                                                   | 平均 入場者数                     | 試合数 |                                   |                             |
| 2013     | チャレンジ     | 2,959         |          | 460          | バニーズ     | 南津守       |                       | 136                    | 静産大       | JG堺S1       |                                                                                   | 269                               | 11     | 南津守(6)、JG堺S1(5)              | (開催無し)                  |
| 2014     | チャレンジ     | 2,898         | 521      | 大阪高槻     | JG堺S1       | 125          | ノジマ                | JG堺S1                 | 263          | 11           | JG堺S1(8)、南津守(3)                                                              |                                   |        |                                   | (開催無し)                  |
| 2015     | チャレンジWEST | 1,920         | 311      | 名古屋       | JG堺S1       | 141          | 益城                  | 南津守                 | 240          | 8            | JG堺S1(5)、南津守(3)                                                              |                                   |        |                                   | (開催無し)                  |
| 2016     | なでしこ2部    | 3,128         | 513      | ノジマ       | 南津守       | 286          | 愛媛L                 | 南津守                 | 348          | 9            | 南津守(5)、JG堺S1(4)                                                              | JG堺S1(2)、南津守(2)              |        |                                   |                             |
| 2017     | なでしこ2部    | 3,673         | 684      | オルカ       | 金鳥スタ     | 109          | S世田谷               | JG堺S1                 | 408          | 9            | JG堺S1(8)、金鳥スタ(1)                                                            | JG堺S1(2)、YF長居(1)、金鳥スタ(1) |        |                                   |                             |
| 2018     | なでしこ1部    | 7,741         | 1,640    | 長野         | 皇子山       | 378          | マイナビ              | 金鳥スタ               | 860          | 9            | JG堺S1(4)、金鳥スタ(2)、YS長居(1)、 皇子山(1)、ならでん(1)                        | JG堺S1(3)、橿原陸上(1)            |        |                                   |                             |
| 2019     | なでしこ2部    | 4,102         | 803      | 大和S        | YS長居       | 187          | ニッパツ              | 日ハム桜               | 456          | 9            | 南津守(3)、日ハム桜(2)、YS長居(2)、 JG堺S1(1)、春野球(1)                          | YS長居(2)、南津守(1)、JG堺S1(1)   |        |                                   |                             |
| 2020     | なでしこ1部    | 3,003         | 838      | I神戸        | YS長居       | 0            | 愛媛L 伊賀FC          | JG堺S1 YS長居          | 334          | 9            | JG堺S1(4)、YS長居(4)、YF長居(1)                                                   | （中止）                          |        |                                   |                             |
| 2021     | なでしこ1部    | 3,635         | 1,791    | 伊賀FC       | ヨドコウ     | 0            | ニッパツ オルカ 大和S | 日ハム桜 ヤン桜 YS長居 | 330          | 11           | 日ハム桜(3)、ヤン桜(1)、JG堺S1(2)、 YS長居(2)、YF長居(1)、 ヨドコウ(1)、皇子山(1) | (開催無し)                        |        |                                   |                             |
| 2022     | なでしこ1部    | 9,994         | 3,015    | スペ大阪     | ヨドコウ     | 225          | S世田谷               | JG堺S1                 | 909          | 11           | ヨドコウ(6)、JG堺S1(4)、皇子山(1)                                                 | (開催無し)                        |        |                                   |                             |
|          |                |               |          |              |              |              |                       |                        |              |              |                                                                                   |                                   |        |                                   |                             |
| 2023-24  | WE             | 28,355        |          | 6,651        | NB東京       | ヨドコウ     |                       | 1,404                  | 大宮V        | ヨドコウ     |                                                                                   | 2,578                             | 11     | ヨドコウ(9)、ヤンマー(1)、HATO(1) | ヨドコウ(3)                 |
| 2024-25  | WE             | 34,154        | 10,294   | 大宮V        | 1,618        | ヨドコウ     | 千葉L                 | 3,105                  | 11           | ヨドコウ     | ヨドコウ(10)、HATO(1)                                                             | ヨドコウ(2)、ヤンマー(1)          |        |                                   |                             |

## 所属選手・スタッフ
2025/26シーズン

### スタッフ
| 役職     | 氏名     | 生年月日 (年齢)        | 前職                                | 在職年   | 備考 |
| 監督     | 松田岳夫 | 1961年10月13日（63歳） | 日テレ・東京ヴェルディベレーザ 監督 | 2025年 - | 新任 |
| コーチ   | 田尻有美 | 1993年8月4日（32歳）   | INAC神戸レオンチーナ コーチ         | 2024年 - |      |
| GKコーチ | 垣井大治 | 1989年4月6日（36歳）   | F.C.大阪 GKコーチ                   | 2022年 - |      |

### 選手
| Pos | No. | 選手名     | 生年月日 (年齢)        | 前所属                           | 在籍年                   | 下部組織出身 | 備考                                                                 |
| GK  | 21  | 山下莉奈   | 2001年2月7日（24歳）   | セレッソ大阪堺ガールズ           | 2014年 -                 | 〇           |                                                                      |
| GK  | 27  | 西中麻穂   | 1998年4月27日（27歳）  | セレッソ大阪堺ガールズ           | 2014年 -                 | 〇           |                                                                      |
| GK  | 31  | 石田心菜   | 2002年4月23日（23歳）  | 早稲田大学ア式蹴球部女子         | 2025年 -                 | -            |                                                                      |
| GK  | 41  | 名和咲香   | 2006年8月29日（18歳）  | セレッソ大阪ヤンマーガールズU-18 | 2025年 -                 | 〇           | 2022年 - 2024年は育成組織TOP可選手として在籍                         |
|     |     |            |                        |                                  |                          |              |                                                                      |
| DF  | 3   | 米田博美   | 2004年10月2日（20歳）  | セレッソ大阪堺ガールズ           | 2023年 -                 | 〇           | 副キャプテン 2021年 - 2022年は2種登録選手として在籍                  |
| DF  | 4   | 筒井梨香   | 1999年6月4日（26歳）   | INAC神戸レオネッサ               | 2017年 -                 | 〇           | 2015年 - 2016年は2種登録選手として在籍 2023年2月 - 6月は期限付き移籍 |
| DF  | 5   | 浅山茉緩   | 2003年9月21日（21歳）  | セレッソ大阪堺ガールズ           | 2021年 -                 | 〇           |                                                                      |
| DF  | 7   | 荻久保優里 | 2003年8月6日（22歳）   | セレッソ大阪堺ガールズ           | 2020年 -                 | 〇           | 2019年は2種登録選手として在籍                                        |
| DF  | 16  | 中西ふう   | 2000年4月15日（25歳）  | 東京国際大学                     | 2023年 -                 | -            |                                                                      |
| DF  | 17  | 中谷莉奈   | 2005年4月27日（20歳）  | セレッソ大阪ヤンマーガールズU-18 | 2023年 -                 | 〇           | 2019年、2021年 - 2022年は2種登録選手として在籍                       |
| DF  | 22  | 白垣うの   | 2005年10月11日（19歳） | セレッソ大阪ヤンマーガールズU-18 | 2023年 -                 | 〇           | 2019年、2021年 - 2022年は2種登録選手として在籍                       |
| DF  | 33  | 吉田琉衣   | 2006年2月6日（19歳）   | セレッソ大阪ヤンマーガールズU-18 | 2024年 -                 | 〇           |                                                                      |
| DF  | 42  | 牧口優花   | 2007年7月16日（18歳）  | 甲子園浜サッカークラブ           |                          | 〇           | 育成組織TOP可選手                                                    |
|     |     |            |                        |                                  |                          |              |                                                                      |
| MF  | 6   | 松本奈己   | 2002年11月28日（22歳） | セレッソ大阪堺ガールズ           | 2016年 2018年 -          | 〇           |                                                                      |
| MF  | 10  | 脇阪麗奈   | 1999年5月2日（26歳）   | INAC神戸レオネッサ               | 2013年 - 2020年 2023年 - | 〇           | キャプテン                                                           |
| MF  | 13  | 百濃実結香 | 2002年10月8日（22歳）  | セレッソ大阪堺アカデミー         | 2020年 -                 | 〇           | 2015年 - 2019年は2種登録選手として在籍                               |
| MF  | 14  | 高和芹夏   | 2002年7月23日（23歳）  | セレッソ大阪堺ガールズ           | 2019年 -                 | 〇           | 副キャプテン                                                         |
| MF  | 18  | 宮本光梨   | 2000年10月10日（24歳） | セレッソ大阪堺ガールズ           | 2016年 -                 | 〇           |                                                                      |
| MF  | 19  | 新井萌禾   | 2006年10月21日（18歳） | FC十文字Mare                     | 2025年 -                 | -            | 新加入                                                               |
| MF  | 26  | 北原朱夏   | 2004年6月10日（21歳）  | セレッソ大阪堺ガールズ           | 2022年 -                 | 〇           |                                                                      |
| MF  | 30  | 中村心乃葉 | 2008年7月27日（17歳）  | セレッソ大阪ヤンマーガールズU-15 |                          | 〇           | 育成組織TOP可選手                                                    |
| MF  | 32  | 飯田雫瑠   | 2008年6月10日（17歳）  | セレッソ大阪ヤンマーガールズU-15 |                          | 〇           | 育成組織TOP可選手                                                    |
|     |     |            |                        |                                  |                          |              |                                                                      |
| FW  | 8   | 田中智子   | 2001年7月16日（24歳）  | セレッソ大阪堺ガールズ           | 2016年 -                 | 〇           |                                                                      |
| FW  | 11  | 宝田沙織   | 1999年12月27日（25歳） | レスター・シティWFC              | 2012年 - 2020年 2025年 - | 〇           | 復帰 副キャプテン 日本女子代表                                       |
| FW  | 28  | 田子夏海   | 2006年8月5日（19歳）   | 愛媛FCレディースMIKAN            | 2025年 -                 | -            |                                                                      |
| FW  | 29  | 和田麻希   | 2004年8月19日（20歳）  | セレッソ大阪堺ガールズ           | 2023年 -                 | 〇           |                                                                      |

## 背番号変遷

### 1-10
|         | 1          | 2        | 3        | 4        | 5        | 6        | 7          | 8        | 9          | 10         |
| 2025-26 | -          | -        | 米田博美 | 筒井梨香 | 浅山茉緩 | 松本奈己 | 荻久保優里 | 田中智子 | -          | 脇阪麗奈   |
| 2024-25 | 福永絵梨香 | 森中陽菜 | 米田博美 | 筒井梨香 | 前川美紀 | 松本奈己 | 荻久保優里 | 田中智子 | 善積わらい | 脇阪麗奈   |
| 2023-24 | 福永絵梨香 | 森中陽菜 | 米田博美 | 筒井梨香 | 前川美紀 | 松本奈己 | 荻久保優里 | 田中智子 | 善積わらい | 小山史乃観 |
| 2022    | 福永絵梨香 | -        | 田畑晴菜 | 筒井梨香 | 前川美紀 | 松本奈己 | 荻久保優里 | 田中智子 | 善積わらい | 小山史乃観 |
| 2021    | 福永絵梨香 | 森中陽菜 | 田畑晴菜 | 筒井梨香 | 前川美紀 | 松本奈己 | 荻久保優里 | 田中智子 | 善積わらい | 小山史乃観 |
| 2020    | 福永絵梨香 | 森中陽菜 | 脇阪麗奈 | 松原優菜 | 前川美紀 | 井上陽菜 | 北村菜々美 | -        | 野島咲良   | 林穂之香   |
| 2019    | 福永絵梨香 | 森中陽菜 | 脇阪麗奈 | 松原優菜 | 前川美紀 | 井上陽菜 | 北村菜々美 | -        | 野島咲良   | 林穂之香   |
| 2018    | 福永絵梨香 | 森中陽菜 | 脇阪麗奈 | 松原優菜 | 前川美紀 | 井上陽菜 | 北村菜々美 | 松原志歩 | 野島咲良   | 林穂之香   |
| 2017    | 福永絵梨香 | 森中陽菜 | 脇阪麗奈 | 勝岡美結 | 前川美紀 | 井上陽菜 | 林穂之香   | 松原志歩 | 野島咲良   | 西田明華   |
| 2016    | 福永絵梨香 | 森中陽菜 | 脇阪麗奈 | 勝岡美結 | 前川美紀 | 井上陽菜 | 林穂之香   | 松原志歩 | 野島咲良   | 西田明華   |
| 2015    | 福永絵梨香 | 森中陽菜 | 脇阪麗奈 | 勝岡美結 | 前川美紀 | 井上陽菜 | 林穂之香   | 松原志歩 | 野島咲良   | 西田明華   |
| 2014    | 福永絵梨香 | 森中陽菜 | 東茉南   | -        | 前川美紀 | 井上陽菜 | 林穂之香   | 松原志歩 | 野島咲良   | 西田明華   |
| 2013    | 福永絵梨香 | 高橋知菜 | 東茉南   | 志摩彩奈 | 古澤留衣 | 橋満香郁 | 河原陽夏里 | 松原志歩 | 西田明華   | 田中実夏   |
|         | 1          | 2        | 3        | 4        | 5        | 6        | 7          | 8        | 9          | 10         |

### 11-20
|         | 11         | 12                    | 13         | 14         | 15       | 16         | 17         | 18       | 19         | 20         |
| 2025-26 | 宝田沙織   | サポーターズ ナンバー | 百濃実結香 | 高和芹夏   | -        | 中西ふう   | 中谷莉奈   | 宮本光梨 | 新井萌禾   | -          |
| 2024-25 | 矢形海優   | サポーターズ ナンバー | 百濃実結香 | 高和芹夏   | -        | 中西ふう   | 中谷莉奈   | 宮本光梨 | 四海結稀奈 | 玉櫻ことの |
| 2023-24 | 矢形海優   | サポーターズ ナンバー | 百濃実結香 | 高和芹夏   | 古澤留衣 | 中西ふう   | 中谷莉奈   | 宮本光梨 | 四海結稀奈 | 玉櫻ことの |
| 2022    | -          | サポーターズ ナンバー | 百濃実結香 | 高和芹夏   | 古澤留衣 | 岩本まりの | 中谷莉奈   | 宮本光梨 | 四海結稀奈 | 玉櫻ことの |
| 2021    | 浜野まいか | サポーターズ ナンバー | 百濃実結香 | 高和芹夏   | 古澤留衣 | 岩本まりの | 中谷莉奈   | 宮本光梨 | 四海結稀奈 | 玉櫻ことの |
| 2020    | 宝田沙織   | サポーターズ ナンバー | 矢形海優   | 藤原のどか | 古澤留衣 | 田中智子   | 善積わらい | 筒井梨香 | -          | 玉櫻ことの |
| 2019    | 宝田沙織   | サポーターズ ナンバー | 矢形海優   | 藤原のどか | 古澤留衣 | 田中智子   | 善積わらい | 筒井梨香 | 河岸笑花   | 玉櫻ことの |
| 2018    | 宝田沙織   | サポーターズ ナンバー | 矢形海優   | 藤原のどか | 古澤留衣 | 田中智子   | 善積わらい | 筒井梨香 | -          | 玉櫻ことの |
| 2017    | 宝田沙織   | 西中麻穂              | 矢形海優   | 藤原のどか | 李誠雅   | 古澤留衣   | 北村菜々美 | 筒井梨香 | -          | 玉櫻ことの |
| 2016    | 宝田沙織   | 西中麻穂              | 矢形海優   | 藤原のどか | 李誠雅   | 古澤留衣   | 北村菜々美 | 筒井梨香 | 河岸笑花   | 玉櫻ことの |
| 2015    | 宝田沙織   | 西中麻穂              | 田中実夏   | 藤原のどか | 李誠雅   | -          | 橋満香郁   | 筒井梨香 | 古澤留衣   | 玉櫻ことの |
| 2014    | 宝田沙織   | 西中麻穂              | 田中実夏   | 藤原のどか | 脇阪麗奈 | -          | 橋満香郁   | 勝岡美結 | 古澤留衣   | 玉櫻ことの |
| 2013    | 玉櫻ことの | 芝ひより              | 前川美紀   | 林穂之香   | 宝田沙織 | 森中陽菜   | 野島咲良   | 勝岡美結 | 脇阪麗奈   | 上野聖留   |
|         | 11         | 12                    | 13         | 14         | 15       | 16         | 17         | 18       | 19         | 20         |

### 21-30
|         | 21       | 22         | 23         | 24         | 25                   | 26       | 27       | 28         | 29       | 30         |
| 2025-26 | 山下莉奈 | 白垣うの   | -          | -          | -                    | 北原朱夏 | 西中麻穂 | 田子夏海   | 和田麻希 | 中村心乃葉 |
| 2024-25 | 山下莉奈 | 白垣うの   | 浅山茉緩   | 藤原のどか | ザーラ・ムズダリファ | 北原朱夏 | 西中麻穂 | 田子夏海   | 和田麻希 | 中村心乃葉 |
| 2023-24 | 山下莉奈 | 白垣うの   | 浅山茉緩   | 藤原のどか | ザーラ・ムズダリファ | 北原朱夏 | 西中麻穂 | 脇阪麗奈   | 和田麻希 | 中村心乃葉 |
| 2022    | 山下莉奈 | 白垣うの   | 浅山茉緩   | 藤原のどか | 山内さくら           | 北原朱夏 | 西中麻穂 | 米田博美   | 和田麻希 | 丸井優奈   |
| 2021    | 山下莉奈 | 白垣うの   | 浅山茉緩   | -          | -                    | 米田博美 | 西中麻穂 | 和田麻希   | 丸井優奈 | 中田昌那   |
| 2020    | 山下莉奈 | 百濃実結香 | 岩本まりの | -          | 田畑晴菜             | -        | 西中麻穂 | 浜野まいか | 宮本光梨 | 荻久保優里 |
| 2019    | 山下莉奈 | 百濃実結香 | -          | 松本奈己   | -                    | 高和芹夏 | 西中麻穂 | 田畑晴菜   | 宮本光梨 | -          |
| 2018    | 山下莉奈 | 百濃実結香 | -          | -          | -                    | -        | 西中麻穂 | 田畑晴菜   | 宮本光梨 | -          |
| 2017    | 山下莉奈 | 百濃実結香 | 松原優菜   | 田中智子   | 善積わらい           | 木戸梨聖 | -        | -          | 宮本光梨 | 岡村陽舞莉 |
| 2016    | 山下莉奈 | 百濃実結香 | 松原優菜   | 高橋知菜   | 善積わらい           | 木戸梨聖 | 芳本小夏 | 年本有優香 | 宮本光梨 | 岡村陽舞莉 |
| 2015    | 山下莉奈 | 矢形海優   | -          | -          | 北村菜々美           | 木戸梨聖 | -        | 年本有優香 | -        | 百濃実結香 |
| 2014    | 山下莉奈 | 矢形海優   | 松原優菜   | 高橋知菜   | 北村菜々美           | -        | -        | -          | -        | -          |
| 2013    | 石躍奈々 | 成迫実咲   | 井上陽菜   | 藤原のどか | 豊原彩葉             | -        | -        | -          | -        | -          |
|         | 21       | 22         | 23         | 24         | 25                   | 26       | 27       | 28         | 29       | 30         |

### 31-40
|         | 31       | 32         | 33       | 34       | 35         | 36         | 37         | 38         | 39         | 40         |
| 2025-26 | 石田心菜 | 飯田雫瑠   | 吉田琉衣 | -        | -          | -          | -          | -          | -          | -          |
| 2024-25 | 石田心菜 | 飯田雫瑠   | 吉田琉衣 | -        | -          | 栗本悠加   | -          | -          | 丸井優奈   | -          |
| 2023-24 | -        | 飯田雫瑠   | 吉田琉衣 | -        | -          | 栗本悠加   | -          | -          | -          | -          |
| 2022    | -        | 中田昌那   | 吉田琉衣 | 楠さやみ | 本谷穂佳   | 栗本悠加   | 佐藤由奈   | 木下日菜子 | 杉本瑛麗奈 | 古田麻子   |
| 2021    | -        | -          | 楠さやみ | -        | -          | -          | -          | -          | -          | -          |
| 2020    | -        | 小山史乃観 | -        | -        | 荻久保優里 | -          | -          | -          | -          | -          |
| 2019    | -        | 浜野まいか | -        | -        | 荻久保優里 | -          | -          | -          | 小山史乃観 | -          |
| 2018    | -        | 石田心菜   | -        | -        | -          | 四海結稀奈 | -          | -          | -          | 浜野まいか |
| 2017    | -        | -          | 北いぶき | 松本歩音 | 加井菜月   | -          | -          | -          | -          | -          |
| 2016    | 谷口夕姫 | 北いぶき   | 田中智子 | 松本歩音 | 加井菜月   | 樋口梨陽   | 宮崎有里香 | 松本奈己   | 木原七海   | 高和芹夏   |
| 2015    | -        | -          | -        | -        | -          | -          | -          | -          | -          | -          |
| 2014    | -        | -          | -        | -        | -          | -          | -          | -          | -          | -          |
| 2013    | -        | -          | -        | -        | -          | -          | -          | -          | -          | -          |
|         | 31       | 32         | 33       | 34       | 35         | 36         | 37         | 38         | 39         | 40         |

### 41-50
|         | 41       | 42       | 43       | 44       | 45       | 46 | 47       | 48-50 |
| 2025-26 | 名和咲香 | -        | 牧口優花 | -        | -        | -  | -        | -     |
| 2024-25 | 名和咲香 | -        | 牧口優花 | -        | -        | -  | -        | -     |
| 2023-24 | 名和咲香 | -        | 牧口優花 | -        | -        | -  | -        | -     |
| 2022    | 名和咲香 | -        | 牧口優花 | -        | -        | -  | -        | -     |
| 2021    | -        | -        | -        | -        | -        | -  | -        | -     |
| 2020    | -        | -        | -        | 白垣うの | -        | -  | -        | -     |
| 2019    | -        | 北原朱夏 | -        | -        | 中谷莉奈 | -  | 白垣うの | -     |
| 2018    | -        | -        | -        | -        | -        | -  | -        | -     |
| 2017    | -        | -        | -        | -        | -        | -  | -        | -     |
| 2016    | 中園花怜 | 友菜奈歌 | 田頭花菜 | -        | -        | -  | -        | -     |
| 2015    | -        | -        | -        | -        | -        | -  | -        | -     |
| 2014    | -        | -        | -        | -        | -        | -  | -        | -     |
| 2013    | -        | -        | -        | -        | -        | -  | -        | -     |
|         | 41       | 42       | 43       | 44       | 45       | 46 | 47       | 48-50 |

### 51-
|         | 51-57 | 58         | 59       | 60       | 61       | 62         | 63         | 64       | 65       |
| 2025-26 | -     | -          | -        | -        | -        | -          | -          | -        | -        |
| 2024-25 | -     | -          | -        | -        | -        | -          | -          | -        | -        |
| 2023-24 | -     | -          | -        | -        | -        | -          | -          | -        | -        |
| 2022    | -     | -          | -        | -        | -        | -          | -          | -        | -        |
| 2021    | -     | -          | -        | -        | -        | -          | -          | -        | -        |
| 2020    | -     | -          | -        | -        | -        | -          | -          | -        | -        |
| 2019    | -     | 岩本まりの | 永田晶子 | 小原愛生 | 石田心菜 | 朝倉加奈子 | 速見リカコ | 樋口梨陽 | 佐藤千優 |
| 2018    | -     | -          | -        | -        | -        | -          | -          | -        | -        |
| 2017    | -     | -          | -        | -        | -        | -          | -          | -        | -        |
| 2016    | -     | -          | -        | -        | -        | -          | -          | -        | -        |
| 2015    | -     | -          | -        | -        | -        | -          | -          | -        | -        |
| 2014    | -     | -          | -        | -        | -        | -          | -          | -        | -        |
| 2013    | -     | -          | -        | -        | -        | -          | -          | -        | -        |
|         | 51-57 | 58         | 59       | 60       | 61       | 62         | 63         | 64       | 65       |

## ユニフォーム

### クラブカラー
- セレッソピンク、  セレッソブルー[1]

### ユニフォームスポンサー
| 掲出箇所   | スポンサー名             | 表記       | 掲出年                   | 備考                                                    |
| 胸         | ヤンマーホールディングス | YANMAR     | 2010年 - 2011年 2023年 - | 2012年 - 2022年は背中上部                               |
| 鎖骨       | タマノイ酢               | タマノイ酢 | 2020年 -                 | 左側に表記                                              |
| 鎖骨       | 淀川製鋼所               | ヨドコウ   | 2023年 -                 | 右側に表記                                              |
| 背中上部   | 日本ハム                 | Nipponham  | 2010年 - 2011年 2012年 - | 2012年 - 2022年は胸 2010年 - 2014年「ニッポンハム」表記 |
| 背中下部   | 学校法人大阪学芸         | 大阪学芸   | 2021年 -                 | 2012年 - 2015年は袖                                     |
| 袖         | カプコン                 | CAPCOM     | 2023年 -                 |                                                         |
| パンツ前面 | ナカバヤシ               | ナカバヤシ | 2023年 -                 |                                                         |
| パンツ背面 | ダイヘン                 | DAIHEN     | 2023年 -                 |                                                         |

### ユニフォームサプライヤー
- 2005年 - 2014年：ミズノ
- 2015年 - 2022年：プーマ
- 2023年 - 現在：X-girl[88]

### 歴代ユニフォームスポンサー年表
| 年度    | 胸           | 鎖骨左     | 鎖骨右     | 背中上部     | 背中下部  | 袖                            | パンツ前面 | パンツ背面 | サプライヤー |
| 2010    | YANMAR       | 解禁前     | 解禁前     | ニッポンハム | 解禁前    | -                             | -          | 解禁前     | Mizuno       |
| 2011    | YANMAR       | 解禁前     | 解禁前     | ニッポンハム | 解禁前    | -                             | -          | 解禁前     | Mizuno       |
| 2012    | ニッポンハム | 解禁前     | 解禁前     | YANMAR       | 解禁前    | 大阪学芸                      | -          | 解禁前     | Mizuno       |
| 2013    | ニッポンハム | 解禁前     | 解禁前     | YANMAR       | 解禁前    | 大阪学芸                      | -          | 解禁前     | Mizuno       |
| 2014    | ニッポンハム | 解禁前     | 解禁前     | YANMAR       | 解禁前    | 大阪学芸                      | -          | 解禁前     | Mizuno       |
| 2015    | Nipponham    | 解禁前     | 解禁前     | YANMAR       | 解禁前    | 大阪学芸                      | -          | 解禁前     | PUMA         |
| 2016    | Nipponham    | 解禁前     | 解禁前     | YANMAR       | -         | -                             | -          | 解禁前     | PUMA         |
| 2017    | Nipponham    | 解禁前     | 解禁前     | YANMAR       | -         | 日本旅行 NIPPON TRAVEL AGENCY | -          | 解禁前     | PUMA         |
| 2018    | Nipponham    | -          | -          | YANMAR       | TMGB GOLF | 日本旅行 NIPPON TRAVEL AGENCY | -/ SANYU   | 解禁前     | PUMA         |
| 2019    | Nipponham    | -          | -          | YANMAR       | TMGB GOLF | 日本旅行 NIPPON TRAVEL AGENCY | -          | 解禁前     | PUMA         |
| 2020    | Nipponham    | タマノイ酢 | 𠮷村一建設 | YANMAR       | TMGB GOLF | 日本旅行 NIPPON TRAVEL AGENCY | -          | -          | PUMA         |
| 2021    | Nipponham    | タマノイ酢 | 𠮷村一建設 | YANMAR       | 大阪学芸  | 日本旅行 NIPPON TRAVEL AGENCY | -          | -          | PUMA         |
| 2022    | Nipponham    | タマノイ酢 | 𠮷村一建設 | YANMAR       | 大阪学芸  | 日本旅行 NIPPON TRAVEL AGENCY | -          | -          | PUMA         |
| 2023-24 | YANMAR       | タマノイ酢 | ヨドコウ   | Nipponham    | 大阪学芸  | CAPCOM                        | ナカバヤシ | DAIHEN     | X-girl       |
| 2024-25 | YANMAR       | タマノイ酢 | ヨドコウ   | Nipponham    | 大阪学芸  | CAPCOM                        | ナカバヤシ | DAIHEN     | X-girl       |